# Vochysia cinnamomea
Vochysia cinnamomea là một loài thực vật có hoa trong họ Vochysiaceae. Loài này được Pohl miêu tả khoa học đầu tiên năm 1831.